# Sandhubel
Sandhubel är en bergstopp i Schweiz.   Den ligger i regionen Plessur och kantonen Graubünden, i den östra delen av landet, 170 km öster om huvudstaden Bern. Toppen på Sandhubel är 2 764 meter över havet, eller 134 meter över den omgivande terrängen. Bredden vid basen är 0,74 km.
Terrängen runt Sandhubel är bergig åt sydväst, men åt nordost är den kuperad. Närmaste större samhälle är Davos, 13,6 km nordost om Sandhubel. 
I omgivningarna runt Sandhubel växer i huvudsak barrskog. Runt Sandhubel är det mycket glesbefolkat, med 3 invånare per kvadratkilometer.